# Tetrastichus paulisiensis
Tetrastichus paulisiensis är en stekelart som beskrevs av Jean Risbec 1958. Tetrastichus paulisiensis ingår i släktet Tetrastichus och familjen finglanssteklar. Inga underarter finns listade i Catalogue of Life.